# 14719 Sobey
14719 Sobey eller 2000 CB85 är en asteroid i huvudbältet som upptäcktes den 4 februari 2000 av LINEAR i Socorro County, New Mexico. Den är uppkallad efter Glen Sobey.
Asteroiden har en diameter på ungefär 3 kilometer.